# Wolfgang Prieur
Wolfgang Prieur Koelling (c. 1907-4 de agosto de 1988) fue un abogado y político alemán, nacionalizado chileno.

## Biografía
Nació en China, hijo de padres alemanes. Cursó estudios de Derecho en Alemania, recibiéndose de abogado. Ocupó el puesto de presidente de la Corte de Apelaciones de Berlín.
Fue encarcelado por el régimen nacionalsocialista de Adolf Hitler. El gobierno de Chile realizó gestiones para obtener su libertad, lo cual le permitió salir de prisión y radicarse en el país austral. Posteriormente, obtuvo la nacionalidad chilena y fue profesor de Derecho Público en la Universidad de Chile y la Universidad de Concepción.
Participó en el Partido Democrático Nacional, siendo su presidente entre 1962 y 1963, retomando la presidencia del ala opositora del PADENA a la dictadura militar en 1986. El 2 de febrero de 1988, representó a su partido en la firma del acuerdo fundador de la Concertación de Partidos por el No. Falleció el 4 de agosto de 1988, a los 81 años de edad.